# Jamshid Karimi
Jamshid Karimi (* 1947 im Iran) ist ein iranischer Künstler.

## Leben
Er begann 1967 in Teheran ein Studium für Theater- und Filmregisseure. Von 1975 bis 1979 arbeitete er als Professor für Malerei und Kunstgeschichte beim Ministerium für Kunst in Schiraz. Seine Schwerpunkte waren Bühnenmalerei, Architektur und Grafik.
Werke von Karimi wurden unter anderem in den USA, Paris, Deutschland sowie 1973 anlässlich der Biennale in Venedig gezeigt. Eine internationale Ausstellung in Teheran zeigte 1974 seine Bilder in einer Gemeinschaftsausstellung zusammen mit Picasso, Braque und Matisse. 1978 wurde Karimi im Museum „Schahyad“ zum Preisträger „Bester Maler des Jahres“ gekürt. Seine Bilder befinden sich in der Internationalen Galerie in New York, im Museum Ernst Fischer in London und im Museum Kunst und Kultur in Teheran.
Jamshid Karimi lebt mit seiner Frau und Kindern seit 1983 in Bonn.
Er ist der Bruder des Dichters Rahman Karimi und Malers Shahram Karimi.

## Ausstellungen
- 1973: Gallery Nagsh, Teheran, Iran
- 1973: Gallery Tachte Jamshid, Teheran, Iran
- 1976: Goethe-Institut Iran, Festival of Arts Schiras
- 1977: Shiraz Arts Festival (1967–1977), Schiras
- 1978: Museum „Shahyad“
- 1985: Liberal Center, Köln
- 1985: Stadthalle, Stuttgart
- 1986: Stadthalle, Essen
- 1986: Frauenmuseum, Bonn
- 1987: Exhibition of the Year, Federal Association of Artists
- 1999:  Kurfürstliches Schloss, Koblenz
- 1999: Burg Ockenfels, Linz / Rhein
- 2002: Airport-Art, International Contemporary Arts, Frankfurt Airport
- 2003: Galerie der Schönen Künste, Königswinter
- 2015: Forgotten Mirrors, Schiras

## Arbeiten in Sammlungen und Museen
- Museum Lagvardi, Teheran
- Museum Kurfürstliches Schloss, Koblenz
- Burg Ockenfels, Linz / Rhein